# Blaise Matuidi
Blaise Matuidi (n. 9 aprilie 1987, Toulouse, Franța) este un fost fotbalist francez retras din activitate. A evoluat pe postul de mijlocaș defensiv.

## Palmares

### Club
Paris Saint-Germain
- Ligue 1: 2012–13, 2013–14, 2014–15, 2015–16
- Coupe de France: 2014–15, 2015–16, 2016–17
- Coupe de la Ligue: 2013–14, 2014–15, 2015–16, 2016–17
- Trophée des Champions: 2013, 2014, 2015, 2016, 2017

Juventus
- Serie A: 2017–18
- Coppa Italia: 2017–18

Individual
- Echipa anului în Ligue 1 (1): 2012–13

## Statistici carieră

### Club
La 26 mai 2013.
| Club                | Sezon         | Campionat | Campionat | Cupă    | Cupă   | Europa  | Europa | Total   | Total  |
| Club                | Sezon         | Meciuri   | Goluri    | Meciuri | Goluri | Meciuri | Goluri | Meciuri | Goluri |
| ------------------- | ------------- | --------- | --------- | ------- | ------ | ------- | ------ | ------- | ------ |
| Troyes              | 2004–05       | 2         | 0         | 0       | 0      | 0       | 0      | 2       | 0      |
| Troyes              | 2005–06       | 31        | 1         | 0       | 0      | 0       | 0      | 31      | 1      |
| Troyes              | 2006–07       | 34        | 3         | 1       | 0      | 0       | 0      | 35      | 3      |
| Total               | Total         | 67        | 4         | 1       | 0      | 0       | 0      | 68      | 4      |
| Saint-Étienne       | 2007–08       | 35        | 0         | 2       | 0      | 0       | 0      | 37      | 0      |
| Saint-Étienne       | 2008–09       | 27        | 2         | 3       | 0      | 9       | 0      | 39      | 2      |
| Saint-Étienne       | 2009–10       | 36        | 1         | 5       | 0      | 0       | 0      | 41      | 1      |
| Saint-Étienne       | 2010–11       | 34        | 0         | 3       | 0      | 0       | 0      | 37      | 0      |
| Total               | Total         | 132       | 3         | 13      | 0      | 9       | 0      | 154     | 3      |
| Paris Saint-Germain | 2011–12       | 29        | 1         | 2       | 0      | 4       | 0      | 35      | 1      |
| Paris Saint-Germain | 2012–13       | 37        | 5         | 6       | 1      | 9       | 2      | 52      | 8      |
| Paris Saint-Germain | 2013–14       | 36        | 5         | 7       | 1      | 9       | 1      | 52      | 7      |
| Total               | Total         | 102       | 11        | 15      | 2      | 22      | 3      | 139     | 16     |
| Total carieră       | Total carieră | 301       | 18        | 29      | 2      | 31      | 3      | 361     | 23     |

### Internațional
La 23 iunie 2014.
| Franța | Franța  | Franța |
| An     | Meciuri | Goluri |
| ------ | ------- | ------ |
| 2010   | 1       | 0      |
| 2011   | 3       | 0      |
| 2012   | 5       | 0      |
| 2013   | 10      | 0      |
| 2014   | 6       | 4      |
| Total  | 25      | 4      |

## Goluri internaționale
| #  | Data         | Stadion                                        | Oponent       | Scor | Rezultat | Competiția                         |
| -- | ------------ | ---------------------------------------------- | ------------- | ---- | -------- | ---------------------------------- |
| 1. | 5 March 2014 | Stade de France, Saint-Denis, Franța           | Țările de Jos | 2–0  | 2–0      | Meci amical                        |
| 2. | 8 June 2014  | Stade Pierre-Mauroy, Villeneuve-d'Ascq, Franța | Jamaica       | 2–0  | 8–0      | Meci amical                        |
| 3. | 8 June 2014  | Stade Pierre-Mauroy, Villeneuve-d'Ascq, Franța | Jamaica       | 6–0  | 8–0      | Meci amical                        |
| 4. | 20 June 2014 | Itaipava Arena Fonte Nova, Salvador, Brazilia  | Elveția       | 2–0  | 5–2      | Campionatul Mondial de Fotbal 2014 |